# Ichneumon submarginatus
Ichneumon submarginatus är en stekelart som beskrevs av Johann Ludwig Christian Gravenhorst 1829. Ichneumon submarginatus ingår i släktet Ichneumon och familjen brokparasitsteklar. Arten är reproducerande i Sverige. Inga underarter finns listade i Catalogue of Life.